# Xuân Quan
Xuân Quan là một xã thuộc huyện Văn Giang, tỉnh Hưng Yên, Việt Nam.

## Địa lý
Xã Xuân Quan nằm ở phía tây bắc huyện Văn Giang, có vị trí địa lý:
- Phía đông giáp xã Cửu Cao và xã Phụng Công
- Phía tây giáp xã Kim Đức thuộc huyện Gia Lâm, thành phố Hà Nội
- Phía bắc giáp xã Bát Tràng thuộc huyện Gia Lâm, thành phố Hà Nội
- Phía nam một phần giáp xã Kim Đức thuộc huyện Gia Lâm, thành phố Hà Nội và xã Phụng Công.

Xã Xuân Quan có diện tích 5,31 km², dân số năm 2019 là 15.813 người, mật độ dân số đạt 2.975 người/km².
Xã có cống Xuân Quan là nơi điều tiết nước phục vụ cho tưới tiêu nông nghiệp ở một phần các tỉnh như: Bắc Ninh, Hưng Yên, Hải Dương và thành phố Hà Nội.

## Hành chính
Xã Xuân Quan được chia thành 10 thôn: 1, 2, 3, 4, 5, 6, 7, 8, 9, 10.

## Lịch sử
Trước đây, Xuân Quan là một xã thuộc huyện Châu Giang cũ.
Ngày 24 tháng 7 năm 1999, Chính phủ ban hành Nghị định 60/1999/NĐ-CP về việc chia huyện Châu Giang thành 2 huyện Khoái Châu và Văn Giang. Xã Xuân Quan trực thuộc huyện Văn Giang.
Ngày 6 tháng 12 năm 2019, Hội đồng Nhân dân tỉnh Hưng Yên ban hành Nghị quyết 246/NQ-HĐND về việc:
- Sáp nhập thôn 6 vào thôn 5
- Sáp nhập thôn 11 và thôn 12 thành thôn 10
- Đổi tên thôn 7 thành thôn 6
- Đổi tên thôn 8 thành thôn 7
- Đổi tên thôn 9 thành thôn 8
- Đổi tên thôn 10 thành thôn 9.

## Kinh tế
Trước đây Xuân Quan có thế mạnh về nghề làm gốm. Nghề làm gốm, nghề phụ các lò gốm, làm thuê ở các lò gốm cùng với trồng rau màu, dưa cải là chính. Sau này nghề gốm ít việc số hộ làm giảm dần chỉ còn vài chục hộ thì nghề trồng hoa, cây cảnh, rau sạch lại phát triển mạnh. Nghề trồng hoa tiếp tục phát triển mạnh mẽ hơn về chiều sâu, diện tích cũng được mở rộng thêm với các loại hoa cao cấp, cây cảnh, cây thế, bonsai, cây phục vụ chơi tết. Diện tích đất nông nghiệp bị thu hẹp hơn khi một phần diện tích đất của xã phục vụ quá trình đô thị hóa xây khu đô thị. Tuy nhiên một số hộ vẫn mở mang diện tích trồng hoa, cây cảnh, rau sạch... bằng hình thức đi thuê đất ruộng ở các địa phương khác để bám nghề cho khá nhiều lợi nhuận và làm giàu cho người dân ở xã. Bộ mặt nông thôn khởi sắc từ những năm cuối thập niên 2000 một số xóm trong xã đã mang dáng dấp của một khu phố. Ngày nay có thêm khu đô thị Ecopark bộ mặt xã Xuân Quan càng thêm hiện đại, sạch, xanh.

## Văn hóa

### Di tích
Xã Xuân Quan là nơi Triệu Đà cho xây điện Long Hưng. Triệu Đà tức Triệu Vũ Đế khi mất được người dân ở đây phong thánh và lập đình thờ cùng với Thành hoàng. Đây là di tích cấp quốc gia đã được Bộ Văn hóa Thể thao và Du lịch công nhận.

## Giao thông
Các tuyến, hệ thống giao thông quan trọng ở xã Xuân Quan:
- Tỉnh lộ 195: từ cống Xuân Quan đi tới đê Long Biên, cầu Long Biên
- Tỉnh lộ 378: đường đê từ cống Xuân Quan đi các xã, huyện của tỉnh Hưng Yên giáp đê sông Hồng và sông Luộc
- Tỉnh lộ 379: nối đường 1A mới tức vành đai 3 (tại xã Đông Dư, huyện Gia Lâm, thành phố Hà Nội) với quốc lộ 39 (tại xã Dân Tiến, huyện Khoái Châu).
- Hệ thống xe buýt: tuyến 47B.